# Campionatul Mondial de Handbal Feminin din 1999
Campionatul Mondial de Handbal Feminin din 1999, cea de-a 14-a ediție a Campionatul Mondial de Handbal Feminin organizat de Federația Internațională de Handbal, s-a desfășurat în Norvegia și Danemarca, între 29 noiembrie și 12 decembrie 1999. La competiție au luat parte 24 echipe din cinci confederații. Campionatul Mondial a fost câștigat de Norvegia.

## Faza grupelor

### Grupa A
| Echipa        | M | V | E | Î | GP  | GÎ  | G   | Puncte |
| ------------- | - | - | - | - | --- | --- | --- | ------ |
| Țările de Jos | 5 | 4 | 0 | 1 | 124 | 101 | +23 | 8      |
| Norvegia      | 5 | 4 | 0 | 1 | 137 | 88  | +49 | 8      |
| Polonia       | 5 | 3 | 1 | 1 | 126 | 114 | +12 | 7      |
| Belarus       | 5 | 2 | 1 | 2 | 127 | 123 | + 4 | 5      |
| Cehia         | 5 | 1 | 0 | 4 | 124 | 121 | + 3 | 2      |
| Australia     | 5 | 0 | 0 | 5 | 75  | 166 | -91 | 0      |

| 29 noiembrie 16:30 | Polonia  | 29 - 19 | Australia | Oslo, Norvegia Asistență: 600 Arbitri: Chung, Lim |
| 29 noiembrie 16:30 | (16 - 9) |         |           | Oslo, Norvegia Asistență: 600 Arbitri: Chung, Lim |
| 29 noiembrie 16:30 |          |         |           | Oslo, Norvegia Asistență: 600 Arbitri: Chung, Lim |

| 29 noiembrie 18:00 | Norvegia | 29 - 13 | Belarus | Oslo, Norvegia Asistență: 6400 Arbitri: Gallego, Lamas |
| 29 noiembrie 18:00 | (13 - 9) |         |         | Oslo, Norvegia Asistență: 6400 Arbitri: Gallego, Lamas |
| 29 noiembrie 18:00 |          |         |         | Oslo, Norvegia Asistență: 6400 Arbitri: Gallego, Lamas |

| 29 noiembrie 21:00 | Țările de Jos | 25 - 21 | Cehia | Oslo, Norvegia Asistență: 793 Arbitri: Kalin, Koric |
| 29 noiembrie 21:00 | (15 - 11)     |         |       | Oslo, Norvegia Asistență: 793 Arbitri: Kalin, Koric |
| 29 noiembrie 21:00 |               |         |       | Oslo, Norvegia Asistență: 793 Arbitri: Kalin, Koric |

| 30 noiembrie 17:00 | Belarus   | 29 - 29 | Polonia | Gjøvik, Norvegia Arbitri: Kalin, Koric |
| 30 noiembrie 17:00 | (15 - 14) |         |         | Gjøvik, Norvegia Arbitri: Kalin, Koric |
| 30 noiembrie 17:00 |           |         |         | Gjøvik, Norvegia Arbitri: Kalin, Koric |

| 30 noiembrie 19:00 | Cehia     | 21 - 30 | Norvegia | Gjøvik, Norvegia Asistență: 2700 Arbitri: Ehrmann, Künzig |
| 30 noiembrie 19:00 | (10 - 13) |         |          | Gjøvik, Norvegia Asistență: 2700 Arbitri: Ehrmann, Künzig |
| 30 noiembrie 19:00 |           |         |          | Gjøvik, Norvegia Asistență: 2700 Arbitri: Ehrmann, Künzig |

| 30 noiembrie 21:00 | Australia | 16 - 26 | Țările de Jos | Gjøvik, Norvegia Asistență: 300 Arbitri: Gallego, Lamas |
| 30 noiembrie 21:00 | (9 - 14)  |         |               | Gjøvik, Norvegia Asistență: 300 Arbitri: Gallego, Lamas |
| 30 noiembrie 21:00 |           |         |               | Gjøvik, Norvegia Asistență: 300 Arbitri: Gallego, Lamas |

| 2 decembrie 17:00 | Belarus  | 24 - 22 | Cehia | Hamar, Norvegia Asistență: 800 Arbitri: Gallego, Lamas |
| 2 decembrie 17:00 | (13 - 7) |         |       | Hamar, Norvegia Asistență: 800 Arbitri: Gallego, Lamas |
| 2 decembrie 17:00 |          |         |       | Hamar, Norvegia Asistență: 800 Arbitri: Gallego, Lamas |

| 2 decembrie 19:00 | Norvegia | 38 - 11 | Australia | Hamar, Norvegia Asistență: 3220 Arbitri: Ehrmann, Künzig |
| 2 decembrie 19:00 | (17 - 5) |         |           | Hamar, Norvegia Asistență: 3220 Arbitri: Ehrmann, Künzig |
| 2 decembrie 19:00 |          |         |           | Hamar, Norvegia Asistență: 3220 Arbitri: Ehrmann, Künzig |

| 2 decembrie 21:00 | Polonia  | 22 - 20 | Țările de Jos | Hamar, Norvegia Asistență: 500 Arbitri: Chong, Lim |
| 2 decembrie 21:00 | (8 - 11) |         |               | Hamar, Norvegia Asistență: 500 Arbitri: Chong, Lim |
| 2 decembrie 21:00 |          |         |               | Hamar, Norvegia Asistență: 500 Arbitri: Chong, Lim |

| 4 decembrie 13:00 | Australia | 14 - 37 | Belarus | Stavanger, Norvegia Asistență: 500 Arbitri: Chong, Lim |
| 4 decembrie 13:00 | (7 - 19)  |         |         | Stavanger, Norvegia Asistență: 500 Arbitri: Chong, Lim |
| 4 decembrie 13:00 |           |         |         | Stavanger, Norvegia Asistență: 500 Arbitri: Chong, Lim |

| 4 decembrie 16:00 | Polonia   | 27 - 24 | Cehia | Stavanger, Norvegia Asistență: 1250 Arbitri: Ehrmann, Künzig |
| 4 decembrie 16:00 | (13 - 13) |         |       | Stavanger, Norvegia Asistență: 1250 Arbitri: Ehrmann, Künzig |
| 4 decembrie 16:00 |           |         |       | Stavanger, Norvegia Asistență: 1250 Arbitri: Ehrmann, Künzig |

| 4 decembrie 17:00 | Țările de Jos | 24 - 18 | Norvegia | Stavanger, Norvegia Asistență: 4000 Arbitri: Kalin, Koric |
| 4 decembrie 17:00 | (12 - 9)      |         |          | Stavanger, Norvegia Asistență: 4000 Arbitri: Kalin, Koric |
| 4 decembrie 17:00 |               |         |          | Stavanger, Norvegia Asistență: 4000 Arbitri: Kalin, Koric |

| 5 decembrie 14:00 | Cehia    | 36 - 15 | Australia | Stavanger, Norvegia Asistență: 650 Arbitri: Besses, Benmila |
| 5 decembrie 14:00 | (18 - 7) |         |           | Stavanger, Norvegia Asistență: 650 Arbitri: Besses, Benmila |
| 5 decembrie 14:00 |          |         |           | Stavanger, Norvegia Asistență: 650 Arbitri: Besses, Benmila |

| 5 decembrie 15:00 | Țările de Jos | 29 - 24 | Belarus | Stavanger, Norvegia Asistență: 2160 Arbitri: Ehrmann, Künzig |
| 5 decembrie 15:00 | (13 - 13)     |         |         | Stavanger, Norvegia Asistență: 2160 Arbitri: Ehrmann, Künzig |
| 5 decembrie 15:00 |               |         |         | Stavanger, Norvegia Asistență: 2160 Arbitri: Ehrmann, Künzig |

| 4 decembrie 18:00 | Norvegia | 22 - 19 | Polonia | Stavanger, Norvegia Asistență: 4682 Arbitri: Galllego, Lamas |
| 4 decembrie 18:00 | (12 - 9) |         |         | Stavanger, Norvegia Asistență: 4682 Arbitri: Galllego, Lamas |
| 4 decembrie 18:00 |          |         |         | Stavanger, Norvegia Asistență: 4682 Arbitri: Galllego, Lamas |

### Grupa B
| Echipa           | M | V | E | Î | GP  | GÎ  | G   | Puncte |
| ---------------- | - | - | - | - | --- | --- | --- | ------ |
| Austria          | 5 | 4 | 0 | 1 | 144 | 125 | +19 | 8      |
| Franța           | 5 | 4 | 0 | 1 | 124 | 98  | +26 | 8      |
| Ucraina          | 5 | 3 | 0 | 2 | 138 | 109 | +29 | 6      |
| România          | 5 | 3 | 0 | 2 | 146 | 110 | +36 | 6      |
| Coasta de Fildeș | 5 | 1 | 0 | 4 | 110 | 142 | -32 | 2      |
| Cuba             | 5 | 0 | 0 | 5 | 103 | 181 | -78 | 0      |

| 30 noiembrie 13:30 | Austria   | 26 - 25 | Ucraina | Trondheim, Norvegia Asistență: 520 Arbitri: Klucso, Lekrinzki |
| 30 noiembrie 13:30 | (11 - 12) |         |         | Trondheim, Norvegia Asistență: 520 Arbitri: Klucso, Lekrinzki |
| 30 noiembrie 13:30 |           |         |         | Trondheim, Norvegia Asistență: 520 Arbitri: Klucso, Lekrinzki |

| 30 noiembrie 15:15 | România  | 37 - 19 | Cuba | Trondheim, Norvegia Asistență: 510 Arbitri: Marjan Nachevski, Dragan Nachevski |
| 30 noiembrie 15:15 | (19 - 7) |         |      | Trondheim, Norvegia Asistență: 510 Arbitri: Marjan Nachevski, Dragan Nachevski |
| 30 noiembrie 15:15 |          |         |      | Trondheim, Norvegia Asistență: 510 Arbitri: Marjan Nachevski, Dragan Nachevski |

| 30 noiembrie 17:00 | Franța    | 31 - 19 | Coasta de Fildeș | Trondheim, Norvegia Asistență: 740 Arbitri: Malik de Tchara, Al Lail |
| 30 noiembrie 17:00 | (14 - 10) |         |                  | Trondheim, Norvegia Asistență: 740 Arbitri: Malik de Tchara, Al Lail |
| 30 noiembrie 17:00 |           |         |                  | Trondheim, Norvegia Asistență: 740 Arbitri: Malik de Tchara, Al Lail |

| 1 decembrie 14:30 | Coasta de Fildeș | 15 - 33 | România | Trondheim, Norvegia Asistență: 688 Arbitri: Klucso, Lekrinzki |
| 1 decembrie 14:30 | (5 - 18)         |         |         | Trondheim, Norvegia Asistență: 688 Arbitri: Klucso, Lekrinzki |
| 1 decembrie 14:30 |                  |         |         | Trondheim, Norvegia Asistență: 688 Arbitri: Klucso, Lekrinzki |

| 1 decembrie 16:15 | Cuba      | 27 - 37 | Austria | Trondheim, Norvegia Asistență: 724 Arbitri: Maric, Gardinovacki |
| 1 decembrie 16:15 | (13 - 15) |         |         | Trondheim, Norvegia Asistență: 724 Arbitri: Maric, Gardinovacki |
| 1 decembrie 16:15 |           |         |         | Trondheim, Norvegia Asistență: 724 Arbitri: Maric, Gardinovacki |

| 1 decembrie 18:00 | Ucraina  | 16 - 18 | Franța | Trondheim, Norvegia Asistență: 890 Arbitri: Marjan Nachevski, Dragan Nachevski |
| 1 decembrie 18:00 | (7 - 11) |         |        | Trondheim, Norvegia Asistență: 890 Arbitri: Marjan Nachevski, Dragan Nachevski |
| 1 decembrie 18:00 |          |         |        | Trondheim, Norvegia Asistență: 890 Arbitri: Marjan Nachevski, Dragan Nachevski |

| 2 decembrie 13:30 | Austria  | 32 - 24 | Coasta de Fildeș | Trondheim, Norvegia Asistență: 905 Arbitri: Marjan Nachevski, Dragan Nachevski |
| 2 decembrie 13:30 | (19 - 8) |         |                  | Trondheim, Norvegia Asistență: 905 Arbitri: Marjan Nachevski, Dragan Nachevski |
| 2 decembrie 13:30 |          |         |                  | Trondheim, Norvegia Asistență: 905 Arbitri: Marjan Nachevski, Dragan Nachevski |

| 2 decembrie 15:15 | Ucraina   | 41 - 19 | Cuba | Trondheim, Norvegia Asistență: 916 Arbitri: Malik de Tchara, Al Lail |
| 2 decembrie 15:15 | (21 - 12) |         |      | Trondheim, Norvegia Asistență: 916 Arbitri: Malik de Tchara, Al Lail |
| 2 decembrie 15:15 |           |         |      | Trondheim, Norvegia Asistență: 916 Arbitri: Malik de Tchara, Al Lail |

| 2 decembrie 17:00 | Franța    | 22 - 20 | România | Trondheim, Norvegia Asistență: 940 Arbitri: Maric, Gardinovacki |
| 2 decembrie 17:00 | (10 - 12) |         |         | Trondheim, Norvegia Asistență: 940 Arbitri: Maric, Gardinovacki |
| 2 decembrie 17:00 |           |         |         | Trondheim, Norvegia Asistență: 940 Arbitri: Maric, Gardinovacki |

| 4 decembrie 12:00 | Coasta de Fildeș | 20 - 29 | Ucraina | Trondheim, Norvegia Asistență: 467 Arbitri: Malik de Tchara, Al Lail |
| 4 decembrie 12:00 | (8 - 14)         |         |         | Trondheim, Norvegia Asistență: 467 Arbitri: Malik de Tchara, Al Lail |
| 4 decembrie 12:00 |                  |         |         | Trondheim, Norvegia Asistență: 467 Arbitri: Malik de Tchara, Al Lail |

| 4 decembrie 13:45 | Franța    | 34 - 21 | Cuba | Trondheim, Norvegia Asistență: 612 Arbitri: Klucso, Lekrinszki |
| 4 decembrie 13:45 | (14 - 14) |         |      | Trondheim, Norvegia Asistență: 612 Arbitri: Klucso, Lekrinszki |
| 4 decembrie 13:45 |           |         |      | Trondheim, Norvegia Asistență: 612 Arbitri: Klucso, Lekrinszki |

| 4 decembrie 15:30 | România   | 30 - 27 | Austria | Trondheim, Norvegia Asistență: 6724 Arbitri: Marjan Nachevski, Dragan Nachevski |
| 4 decembrie 15:30 | (18 - 15) |         |         | Trondheim, Norvegia Asistență: 6724 Arbitri: Marjan Nachevski, Dragan Nachevski |
| 4 decembrie 15:30 |           |         |         | Trondheim, Norvegia Asistență: 6724 Arbitri: Marjan Nachevski, Dragan Nachevski |

| 5 decembrie 14:00 | Cuba     | 17 - 32 | Coasta de Fildeș | Trondheim, Norvegia Asistență: 407 Arbitri: Maric, Gardinovacki |
| 5 decembrie 14:00 | (6 - 13) |         |                  | Trondheim, Norvegia Asistență: 407 Arbitri: Maric, Gardinovacki |
| 5 decembrie 14:00 |          |         |                  | Trondheim, Norvegia Asistență: 407 Arbitri: Maric, Gardinovacki |

| 5 decembrie 16:00 | România   | 26 - 27 | Ucraina | Trondheim, Norvegia Asistență: 523 Arbitri: Marjan Nachevski, Dragan Nachevski |
| 5 decembrie 16:00 | (11 - 17) |         |         | Trondheim, Norvegia Asistență: 523 Arbitri: Marjan Nachevski, Dragan Nachevski |
| 5 decembrie 16:00 |           |         |         | Trondheim, Norvegia Asistență: 523 Arbitri: Marjan Nachevski, Dragan Nachevski |

| 5 decembrie 18:00 | Austria   | 22 - 19 | Franța | Trondheim, Norvegia Asistență: 434 Arbitri: Klucso, Lekrinszki |
| 5 decembrie 18:00 | (10 - 10) |         |        | Trondheim, Norvegia Asistență: 434 Arbitri: Klucso, Lekrinszki |
| 5 decembrie 18:00 |           |         |        | Trondheim, Norvegia Asistență: 434 Arbitri: Klucso, Lekrinszki |

### Grupa C
| Echipa    | M | V | E | Î | GP  | GÎ  | G    | Puncte |
| --------- | - | - | - | - | --- | --- | ---- | ------ |
| Danemarca | 5 | 5 | 0 | 0 | 159 | 84  | +75  | 10     |
| Germania  | 5 | 3 | 1 | 1 | 137 | 100 | +37  | 7      |
| Macedonia | 5 | 3 | 0 | 2 | 136 | 107 | +29  | 6      |
| Angola    | 5 | 1 | 2 | 2 | 113 | 120 | - 7  | 4      |
| Japonia   | 5 | 1 | 1 | 3 | 118 | 124 | - 6  | 3      |
| Argentina | 5 | 0 | 0 | 5 | 52  | 180 | -128 | 0      |

| 30 noiembrie 16:30 | Macedonia | 27 - 25 | Japonia | Kolding, Danemarca Asistență: 500 Arbitri: Bord, Buy |
| 30 noiembrie 16:30 | (15 - 10) |         |         | Kolding, Danemarca Asistență: 500 Arbitri: Bord, Buy |
| 30 noiembrie 16:30 |           |         |         | Kolding, Danemarca Asistență: 500 Arbitri: Bord, Buy |

| 30 noiembrie 19:30 | Germania | 33 - 9 | Argentina | Kolding, Danemarca Asistență: 650 Arbitri: Silva, Righeto |
| 30 noiembrie 19:30 | (15 - 5) |        |           | Kolding, Danemarca Asistență: 650 Arbitri: Silva, Righeto |
| 30 noiembrie 19:30 |          |        |           | Kolding, Danemarca Asistență: 650 Arbitri: Silva, Righeto |

| 30 noiembrie 20:40 | Danemarca | 31 - 12 | Angola | Kolding, Danemarca Asistență: 2500 Arbitri: Goulao, Macau |
| 30 noiembrie 20:40 | (15 - 7)  |         |        | Kolding, Danemarca Asistență: 2500 Arbitri: Goulao, Macau |
| 30 noiembrie 20:40 |           |         |        | Kolding, Danemarca Asistență: 2500 Arbitri: Goulao, Macau |

| 1 decembrie 16:30 | Argentina | 10 - 33 | Macedonia | Kolding, Danemarca Asistență: 600 Arbitri: Goulao, Macau |
| 1 decembrie 16:30 | (3 - 10)  |         |           | Kolding, Danemarca Asistență: 600 Arbitri: Goulao, Macau |
| 1 decembrie 16:30 |           |         |           | Kolding, Danemarca Asistență: 600 Arbitri: Goulao, Macau |

| 1 decembrie 18:30 | Angola    | 20 - 20 | Germania | Kolding, Danemarca Asistență: 1500 Arbitri: Kohout, Dolejs |
| 1 decembrie 18:30 | (10 - 10) |         |          | Kolding, Danemarca Asistență: 1500 Arbitri: Kohout, Dolejs |
| 1 decembrie 18:30 |           |         |          | Kolding, Danemarca Asistență: 1500 Arbitri: Kohout, Dolejs |

| 1 decembrie 20:40 | Japonia  | 15 - 28 | Danemarca | Kolding, Danemarca Asistență: 3000 Arbitri: Silva, Righeto |
| 1 decembrie 20:40 | (8 - 13) |         |           | Kolding, Danemarca Asistență: 3000 Arbitri: Silva, Righeto |
| 1 decembrie 20:40 |          |         |           | Kolding, Danemarca Asistență: 3000 Arbitri: Silva, Righeto |

| 2 decembrie 16:30 | Germania | 23 - 18 | Macedonia | Kolding, Danemarca Asistență: 500 Arbitri: Bord, Buy |
| 2 decembrie 16:30 | (12 - 8) |         |           | Kolding, Danemarca Asistență: 500 Arbitri: Bord, Buy |
| 2 decembrie 16:30 |          |         |           | Kolding, Danemarca Asistență: 500 Arbitri: Bord, Buy |

| 2 decembrie 18:30 | Angola   | 22 - 22 | Japonia | Kolding, Danemarca Asistență: 800 Arbitri: Goulao, Macau |
| 2 decembrie 18:30 | (8 - 10) |         |         | Kolding, Danemarca Asistență: 800 Arbitri: Goulao, Macau |
| 2 decembrie 18:30 |          |         |         | Kolding, Danemarca Asistență: 800 Arbitri: Goulao, Macau |

| 2 decembrie 20:40 | Danemarca | 42 - 5 | Argentina | Kolding, Danemarca Asistență: 3000 Arbitri: Kohout, Dolejs |
| 2 decembrie 20:40 | (18 - 3)  |        |           | Kolding, Danemarca Asistență: 3000 Arbitri: Kohout, Dolejs |
| 2 decembrie 20:40 |           |        |           | Kolding, Danemarca Asistență: 3000 Arbitri: Kohout, Dolejs |

| 4 decembrie 16:30 | Germania  | 32 - 22 | Japonia | Kolding, Danemarca Asistență: 500 Arbitri: Silva, Righeto |
| 4 decembrie 16:30 | (12 - 10) |         |         | Kolding, Danemarca Asistență: 500 Arbitri: Silva, Righeto |
| 4 decembrie 16:30 |           |         |         | Kolding, Danemarca Asistență: 500 Arbitri: Silva, Righeto |

| 4 decembrie 18:30 | Argentina | 13 - 37 | Angola | Kolding, Danemarca Asistență: 1300 Arbitri: Bord, Buy |
| 4 decembrie 18:30 | (4 - 19)  |         |        | Kolding, Danemarca Asistență: 1300 Arbitri: Bord, Buy |
| 4 decembrie 18:30 |           |         |        | Kolding, Danemarca Asistență: 1300 Arbitri: Bord, Buy |

| 4 decembrie 20:40 | Macedonia | 24 - 27 | Danemarca | Kolding, Danemarca Asistență: 3000 Arbitri: Goulao, Macau |
| 4 decembrie 20:40 | (11 - 11) |         |           | Kolding, Danemarca Asistență: 3000 Arbitri: Goulao, Macau |
| 4 decembrie 20:40 |           |         |           | Kolding, Danemarca Asistență: 3000 Arbitri: Goulao, Macau |

| 5 decembrie 14:00 | Japonia  | 34 - 15 | Argentina | Kolding, Danemarca Asistență: 500 Arbitri: Silva, Righeto |
| 5 decembrie 14:00 | (17 - 6) |         |           | Kolding, Danemarca Asistență: 500 Arbitri: Silva, Righeto |
| 5 decembrie 14:00 |          |         |           | Kolding, Danemarca Asistență: 500 Arbitri: Silva, Righeto |

| 5 decembrie 16:00 | Macedonia | 34 - 22 | Angola | Kolding, Danemarca Asistență: 2000 Arbitri: Bord, Buy |
| 5 decembrie 16:00 | (17 - 11) |         |        | Kolding, Danemarca Asistență: 2000 Arbitri: Bord, Buy |
| 5 decembrie 16:00 |           |         |        | Kolding, Danemarca Asistență: 2000 Arbitri: Bord, Buy |

| 5 decembrie 18:00 | Danemarca | 31 - 28 | Germania | Kolding, Danemarca Asistență: 3000 Arbitri: Kohout, Dolejs |
| 5 decembrie 18:00 | (13 - 13) |         |          | Kolding, Danemarca Asistență: 3000 Arbitri: Kohout, Dolejs |
| 5 decembrie 18:00 |           |         |          | Kolding, Danemarca Asistență: 3000 Arbitri: Kohout, Dolejs |

### Grupa D
| Echipa        | M | V | E | Î | GP  | GÎ  | G   | Puncte |
| ------------- | - | - | - | - | --- | --- | --- | ------ |
| Ungaria       | 5 | 5 | 0 | 0 | 162 | 109 | +53 | 10     |
| Coreea de Sud | 5 | 4 | 0 | 1 | 151 | 115 | +36 | 8      |
| Rusia         | 5 | 3 | 0 | 2 | 159 | 122 | +37 | 6      |
| Brazilia      | 5 | 1 | 1 | 3 | 104 | 123 | -19 | 3      |
| China         | 5 | 1 | 1 | 3 | 120 | 140 | -20 | 3      |
| Congo         | 5 | 0 | 0 | 5 | 91  | 178 | -87 | 0      |

| 30 noiembrie 13:30 | Coreea de Sud | 29 - 19 | China | Lillehammer, Norvegia Asistență: 1636 Arbitri: Vakula, Liudovyk |
| 30 noiembrie 13:30 | (15 - 8)      |         |       | Lillehammer, Norvegia Asistență: 1636 Arbitri: Vakula, Liudovyk |
| 30 noiembrie 13:30 |               |         |       | Lillehammer, Norvegia Asistență: 1636 Arbitri: Vakula, Liudovyk |

| 30 noiembrie 15:30 | Ungaria  | 22 - 13 | Brazilia | Lillehammer, Norvegia Asistență: 430 Arbitri: Nilsson, Hagen |
| 30 noiembrie 15:30 | (10 - 5) |         |          | Lillehammer, Norvegia Asistență: 430 Arbitri: Nilsson, Hagen |
| 30 noiembrie 15:30 |          |         |          | Lillehammer, Norvegia Asistență: 430 Arbitri: Nilsson, Hagen |

| 30 noiembrie 17:30 | Rusia     | 42 - 20 | Congo | Lillehammer, Norvegia Arbitri: Forbord, Jorstad |
| 30 noiembrie 17:30 | (19 - 14) |         |       | Lillehammer, Norvegia Arbitri: Forbord, Jorstad |
| 30 noiembrie 17:30 |           |         |       | Lillehammer, Norvegia Arbitri: Forbord, Jorstad |

| 1 decembrie 14:00 | Brazilia  | 20 - 27 | Coreea de Sud | Gjøvik, Norvegia Asistență: 412 Arbitri: Forbord, Jorstad |
| 1 decembrie 14:00 | (10 - 14) |         |               | Gjøvik, Norvegia Asistență: 412 Arbitri: Forbord, Jorstad |
| 1 decembrie 14:00 |           |         |               | Gjøvik, Norvegia Asistență: 412 Arbitri: Forbord, Jorstad |

| 1 decembrie 16:00 | Congo     | 17 - 39 | Ungaria | Gjøvik, Norvegia Asistență: 476 Arbitri: Vakula, Liudovyk |
| 1 decembrie 16:00 | (10 - 17) |         |         | Gjøvik, Norvegia Asistență: 476 Arbitri: Vakula, Liudovyk |
| 1 decembrie 16:00 |           |         |         | Gjøvik, Norvegia Asistență: 476 Arbitri: Vakula, Liudovyk |

| 1 decembrie 18:00 | China     | 21 - 38 | Rusia | Gjøvik, Norvegia Asistență: 697 Arbitri: Benmila, Besses |
| 1 decembrie 18:00 | (10 - 17) |         |       | Gjøvik, Norvegia Asistență: 697 Arbitri: Benmila, Besses |
| 1 decembrie 18:00 |           |         |       | Gjøvik, Norvegia Asistență: 697 Arbitri: Benmila, Besses |

| 2 decembrie 13:30 | Brazilia | 30 - 20 | Congo | Lillehammer, Norvegia Asistență: 650 Arbitri: Nilsso, Hagen |
| 2 decembrie 13:30 | (16 - 8) |         |       | Lillehammer, Norvegia Asistență: 650 Arbitri: Nilsso, Hagen |
| 2 decembrie 13:30 |          |         |       | Lillehammer, Norvegia Asistență: 650 Arbitri: Nilsso, Hagen |

| 2 decembrie 15:30 | Coreea de Sud | 30 - 24 | Rusia | Lillehammer, Norvegia Asistență: 1570 Arbitri: Vakula, Liudovyk |
| 2 decembrie 15:30 | (16 - 10)     |         |       | Lillehammer, Norvegia Asistență: 1570 Arbitri: Vakula, Liudovyk |
| 2 decembrie 15:30 |               |         |       | Lillehammer, Norvegia Asistență: 1570 Arbitri: Vakula, Liudovyk |

| 2 decembrie 17:30 | Ungaria   | 34 - 25 | China | Lillehammer, Norvegia Asistență: 560 Arbitri: Besses, Benmila |
| 2 decembrie 17:30 | (15 - 10) |         |       | Lillehammer, Norvegia Asistență: 560 Arbitri: Besses, Benmila |
| 2 decembrie 17:30 |           |         |       | Lillehammer, Norvegia Asistență: 560 Arbitri: Besses, Benmila |

| 4 decembrie 11:00 | Coreea de Sud | 36 - 19 | Congo | Hamar, Norvegia Asistență: 700 Arbitri: Nilsson, Hagen |
| 4 decembrie 11:00 | (20 - 10)     |         |       | Hamar, Norvegia Asistență: 700 Arbitri: Nilsson, Hagen |
| 4 decembrie 11:00 |               |         |       | Hamar, Norvegia Asistență: 700 Arbitri: Nilsson, Hagen |

| 4 decembrie 13:30 | China     | 24 - 24 | Brazilia | Hamar, Norvegia Asistență: 250 Arbitri: Forbord, Jorstad |
| 4 decembrie 13:30 | (12 - 10) |         |          | Hamar, Norvegia Asistență: 250 Arbitri: Forbord, Jorstad |
| 4 decembrie 13:30 |           |         |          | Hamar, Norvegia Asistență: 250 Arbitri: Forbord, Jorstad |

| 4 decembrie 15:00 | Rusia    | 25 - 34 | Ungaria | Hamar, Norvegia Asistență: 250 Arbitri: Gallego, Lamas |
| 4 decembrie 15:00 | (8 - 22) |         |         | Hamar, Norvegia Asistență: 250 Arbitri: Gallego, Lamas |
| 4 decembrie 15:00 |          |         |         | Hamar, Norvegia Asistență: 250 Arbitri: Gallego, Lamas |

| 5 decembrie 14:00 | Congo     | 15 - 31 | China | Hamar, Norvegia Asistență: 200 Arbitri: Vakula, Liudovyk |
| 5 decembrie 14:00 | (11 - 11) |         |       | Hamar, Norvegia Asistență: 200 Arbitri: Vakula, Liudovyk |
| 5 decembrie 14:00 |           |         |       | Hamar, Norvegia Asistență: 200 Arbitri: Vakula, Liudovyk |

| 5 decembrie 16:00 | Rusia    | 30 - 17 | Brazilia | Hamar, Norvegia Asistență: 150 Arbitri: Nilsson, Hagen |
| 5 decembrie 16:00 | (15 - 8) |         |          | Hamar, Norvegia Asistență: 150 Arbitri: Nilsson, Hagen |
| 5 decembrie 16:00 |          |         |          | Hamar, Norvegia Asistență: 150 Arbitri: Nilsson, Hagen |

| 5 decembrie 18:00 | Ungaria   | 33 - 29 | Coreea de Sud | Hamar, Norvegia Asistență: 250 Arbitri: Forbord, Jorstad |
| 5 decembrie 18:00 | (17 - 16) |         |               | Hamar, Norvegia Asistență: 250 Arbitri: Forbord, Jorstad |
| 5 decembrie 18:00 |           |         |               | Hamar, Norvegia Asistență: 250 Arbitri: Forbord, Jorstad |

## Faza eliminatorie

### Optimi
| 7 decembrie 12:30 | Țările de Jos | 16-26 | România | Gjøvik, Norvegia Asistență: 180 Arbitri: Vakula, Liudovyk |
| 7 decembrie 12:30 | (3 - 9)       |       |         | Gjøvik, Norvegia Asistență: 180 Arbitri: Vakula, Liudovyk |
| 7 decembrie 12:30 |               |       |         | Gjøvik, Norvegia Asistență: 180 Arbitri: Vakula, Liudovyk |

| 7 decembrie 15:00 | Austria   | 28 - 27 | Belarus | Bergen, Norvegia Asistență: 1752 Arbitri: Kohout, Dolejs |
| 7 decembrie 15:00 | (15 - 17) |         |         | Bergen, Norvegia Asistență: 1752 Arbitri: Kohout, Dolejs |
| 7 decembrie 15:00 |           |         |         | Bergen, Norvegia Asistență: 1752 Arbitri: Kohout, Dolejs |

| 7 decembrie 15:00 | Ungaria  | 38-18 | Angola | Gjøvik, Norvegia Asistență: 350 Arbitri: Chung, Lim |
| 7 decembrie 15:00 | (16 - 9) |       |        | Gjøvik, Norvegia Asistență: 350 Arbitri: Chung, Lim |
| 7 decembrie 15:00 |          |       |        | Gjøvik, Norvegia Asistență: 350 Arbitri: Chung, Lim |

| 7 decembrie 16:30 | Macedonia | 28 – 27 | Coreea de Sud | Trondheim, Norvegia Asistență: 2040 Arbitri: Klucso, Lekrinszki |
| 7 decembrie 16:30 | (15 - 12) |         |               | Trondheim, Norvegia Asistență: 2040 Arbitri: Klucso, Lekrinszki |
| 7 decembrie 16:30 |           |         |               | Trondheim, Norvegia Asistență: 2040 Arbitri: Klucso, Lekrinszki |

| 7 decembrie 17:30 | Polonia  | 21 - 28 | Franța | Bergen, Norvegia Asistență: 1762 Arbitri: Forbord, Jorstad |
| 7 decembrie 17:30 | (9 - 14) |         |        | Bergen, Norvegia Asistență: 1762 Arbitri: Forbord, Jorstad |
| 7 decembrie 17:30 |          |         |        | Bergen, Norvegia Asistență: 1762 Arbitri: Forbord, Jorstad |

| 7 decembrie 17:30 | Rusia   | 19 - 22 | Germania | Gjøvik, Norvegia Asistență: 431 Arbitri: Kalin, Koric |
| 7 decembrie 17:30 | (7 - 8) |         |          | Gjøvik, Norvegia Asistență: 431 Arbitri: Kalin, Koric |
| 7 decembrie 17:30 |         |         |          | Gjøvik, Norvegia Asistență: 431 Arbitri: Kalin, Koric |

| 7 decembrie 19:00 | Ucraina   | 19 - 24 | Norvegia | Trondheim, Norvegia Asistență: 3120 Arbitri: Maric, Gardinovacki |
| 7 decembrie 19:00 | (11 - 12) |         |          | Trondheim, Norvegia Asistență: 3120 Arbitri: Maric, Gardinovacki |
| 7 decembrie 19:00 |           |         |          | Trondheim, Norvegia Asistență: 3120 Arbitri: Maric, Gardinovacki |

| 7 decembrie 20:40 | Danemarca | 30 - 23 | Brazilia | Kolding, Danemarca Asistență: 3000 Arbitri: Bord, Buy |
| 7 decembrie 20:40 | (15 - 14) |         |          | Kolding, Danemarca Asistență: 3000 Arbitri: Bord, Buy |
| 7 decembrie 20:40 |           |         |          | Kolding, Danemarca Asistență: 3000 Arbitri: Bord, Buy |

### Sferturi
| 9 decembrie 15:30 | România  | 33 - 21 | FYR Macedonia | Hamar, Norvegia Asistență: 100 Arbitri: Forbord, Jorstad |
| 9 decembrie 15:30 | (21 - 9) |         |               | Hamar, Norvegia Asistență: 100 Arbitri: Forbord, Jorstad |
| 9 decembrie 15:30 |          |         |               | Hamar, Norvegia Asistență: 100 Arbitri: Forbord, Jorstad |

| 9 decembrie 18:00 | Germania | 13 - 24 | Austria | Hamar, Norvegia Asistență: 500 Arbitri: Gallego, Lamas |
| 9 decembrie 18:00 | (3 - 15) |         |         | Hamar, Norvegia Asistență: 500 Arbitri: Gallego, Lamas |
| 9 decembrie 18:00 |          |         |         | Hamar, Norvegia Asistență: 500 Arbitri: Gallego, Lamas |

| 9 decembrie 19:00 | Norvegia  | 24 - 21 | Ungaria | Trondheim, Norvegia Asistență: 4038 Arbitri: Marjan Nachevski, Dragan Nachevski |
| 9 decembrie 19:00 | (15 - 11) |         |         | Trondheim, Norvegia Asistență: 4038 Arbitri: Marjan Nachevski, Dragan Nachevski |
| 9 decembrie 19:00 |           |         |         | Trondheim, Norvegia Asistență: 4038 Arbitri: Marjan Nachevski, Dragan Nachevski |

| 9 decembrie 20:40 | Danemarca         | 17 - 19 | Franța | Hamar, Norvegia Asistență: 1000 Arbitri: Kalin, Koric |
| 9 decembrie 20:40 | (7 - 9 / 13 - 13) |         |        | Hamar, Norvegia Asistență: 1000 Arbitri: Kalin, Koric |
| 9 decembrie 20:40 |                   |         |        | Hamar, Norvegia Asistență: 1000 Arbitri: Kalin, Koric |

## Runda finală

### Semifinale
| 11 decembrie 16:30 | România | 17 - 18 | Franța | Håkons Hall, Lillehammer, Norvegia Asistență: 6000 Arbitri: Marjan Nachevski, Dragan Nachevski |
| 11 decembrie 16:30 | (8 - 9) |         |        | Håkons Hall, Lillehammer, Norvegia Asistență: 6000 Arbitri: Marjan Nachevski, Dragan Nachevski |
| 11 decembrie 16:30 |         |         |        | Håkons Hall, Lillehammer, Norvegia Asistență: 6000 Arbitri: Marjan Nachevski, Dragan Nachevski |

| 11 decembrie 19:00 | Austria  | 18 - 30 | Norvegia | Håkons Hall, Lillehammer, Norvegia Asistență: 8200 Arbitri: Kohout, Dolejs |
| 11 decembrie 19:00 | (6 - 12) |         |          | Håkons Hall, Lillehammer, Norvegia Asistență: 8200 Arbitri: Kohout, Dolejs |
| 11 decembrie 19:00 |          |         |          | Håkons Hall, Lillehammer, Norvegia Asistență: 8200 Arbitri: Kohout, Dolejs |

### Meciurile de plasament
| 11 decembrie 11:30 | Ungaria   | 39 - 25 | Germania | Håkons Hall, Lillehammer, Norvegia Asistență: 700 Arbitri: Forbord, Jorstad |
| 11 decembrie 11:30 | (21 - 10) |         |          | Håkons Hall, Lillehammer, Norvegia Asistență: 700 Arbitri: Forbord, Jorstad |
| 11 decembrie 11:30 |           |         |          | Håkons Hall, Lillehammer, Norvegia Asistență: 700 Arbitri: Forbord, Jorstad |

| 11 decembrie 14:00 | Danemarca | 30 - 25 | Macedonia | Håkons Hall, Lillehammer, Norvegia Asistență: 2300 Arbitri: Maric, Gardinovacki |
| 11 decembrie 14:00 | (16 - 13) |         |           | Håkons Hall, Lillehammer, Norvegia Asistență: 2300 Arbitri: Maric, Gardinovacki |
| 11 decembrie 14:00 |           |         |           | Håkons Hall, Lillehammer, Norvegia Asistență: 2300 Arbitri: Maric, Gardinovacki |

#### Locurile 7-8
| 12 decembrie 10:30 | Macedonia | 26 - 37 | Germania | Håkons Hall, Lillehammer, Norvegia Asistență: 500 Arbitri: Klucso, Lekrinszki |
| 12 decembrie 10:30 | (15 - 19) |         |          | Håkons Hall, Lillehammer, Norvegia Asistență: 500 Arbitri: Klucso, Lekrinszki |
| 12 decembrie 10:30 |           |         |          | Håkons Hall, Lillehammer, Norvegia Asistență: 500 Arbitri: Klucso, Lekrinszki |

#### Locurile 5-6
| 12 decembrie 13:00 | Danemarca | 27 - 35 | Ungaria | Håkons Hall, Lillehammer, Norvegia Asistență: 4100 Arbitri: Malik de Tchara, Al Lail |
| 12 decembrie 13:00 | (13 - 20) |         |         | Håkons Hall, Lillehammer, Norvegia Asistență: 4100 Arbitri: Malik de Tchara, Al Lail |
| 12 decembrie 13:00 |           |         |         | Håkons Hall, Lillehammer, Norvegia Asistență: 4100 Arbitri: Malik de Tchara, Al Lail |

### Finala mică
| 12 decembrie 15:30 | România             | 28 - 31 | Austria | Håkons Hall, Lillehammer, Norvegia Asistență: 7900 Arbitri: Maric, Gardinovacki |
| 12 decembrie 15:30 | (14 - 14 / 26 - 26) |         |         | Håkons Hall, Lillehammer, Norvegia Asistență: 7900 Arbitri: Maric, Gardinovacki |
| 12 decembrie 15:30 |                     |         |         | Håkons Hall, Lillehammer, Norvegia Asistență: 7900 Arbitri: Maric, Gardinovacki |

### Finală
| 12 decembrie 18:00 | Franța                       | 24 - 25 | Norvegia | Håkons Hall, Lillehammer, Norvegia Asistență: 11200 Arbitri: Gallego, Lamas |
| 12 decembrie 18:00 | (10 - 8 / 18 - 18 / 21 - 21) |         |          | Håkons Hall, Lillehammer, Norvegia Asistență: 11200 Arbitri: Gallego, Lamas |
| 12 decembrie 18:00 |                              |         |          | Håkons Hall, Lillehammer, Norvegia Asistență: 11200 Arbitri: Gallego, Lamas |

## Clasament final
| Clasament | Clasament        |
| --------- | ---------------- |
|           | Norvegia         |
|           | Franța           |
|           | Austria          |
| 4         | România          |
| 5         | Ungaria          |
| 6         | Danemarca        |
| 7         | Germania         |
| 8         | Macedonia        |
| 9         | Coreea de Sud    |
| 10        | Țările de Jos    |
| 11        | Polonia          |
| 12        | Rusia            |
| 13        | Ucraina          |
| 14        | Belarus          |
| 15        | Angola           |
| 16        | Brazilia         |
| 17        | Japonia          |
| 18        | China            |
| 19        | Cehia            |
| 20        | Coasta de Fildeș |
| 21        | Cuba             |
| 22        | Congo            |
| 23        | Australia        |
| 24        | Argentina        |

| Câștigătoarea CM feminin 1999 Norvegia Primul titlu Echipa Cecilie Leganger, Heidi Tjugum, Susann Goksør Bjerkrheim, Else-Marthe Sørlie, Kjersti Grini, Trine Haltvik, Tonje Larsen, Elisabeth Hilmo, Kristine Duvholt, Mette Davidsen, Jeanette Nilsen, Ann Cathrin Eriksen, Mia Hundvin, Sahra Hausmann, Birgitte Sættem și Marianne Rokne. Antrenor: Marit Breivik. |

| Extremă stânga:  | Dóra Lőwy (HUN)          |
| Pivot:           | Tonje Kjærgaard (DEN)    |
| Inter stânga:    | Kristine Duvholt (NOR)   |
| Extremă dreapta: | Ausra Fridrikas (AUT)    |
| Coordonator:     | Nodjialem Myaro (FRA)    |
| Inter dreapta:   | Indira Kastratović (MKD) |
| Portar:          | Cecilie Leganger (NOR)   |

### Golgheteri
| Loc | Nume                | Echipă    | Goluri |
| --- | ------------------- | --------- | ------ |
| 1   | Grit Jurack         | Germania  | 67     |
| 1   | Carmen Amariei      | România   | 67     |
| 3   | Ausra Fridrikas     | Austria   | 66     |
| 4   | Indira Kastratović  | Macedonia | 62     |
| 5   | Kjersti Grini       | Norvegia  | 59     |
| 6   | Tanja Logvin        | Austria   | 49     |
| 7   | Svetlana Minevskaia | Belarus   | 46     |
| 8   | Rita Deli           | Ungaria   | 45     |
| 9   | Mariana Abramova    | Macedonia | 40     |
| 9   | Steluța Luca        | România   | 40     |